# Coordonnées généralisées
 (10 février 2025).

Calcul de vecteurs dans un système de coordonnées généralisées cartésien.

On appelle coordonnées généralisées d'un système physique un ensemble de variables réelles, qui ne correspondent pas toutes à des coordonnées cartésiennes (par exemple : angles, positions relatives), et permettant de décrire ce système, en particulier dans le cadre de la mécanique lagrangienne. Le terme « généralisées » vient de l'époque où les coordonnées cartésiennes étaient considérées comme étant les coordonnées normales ou naturelles.
Pour un système physique, on distingue les conditions physiques qui s'exercent sur lui de ses contraintes propres qui sont des hypothèses de rigidités, des limitations de son cadre d'évolution, etc. Les contraintes du système introduisent des dépendances entre les coordonnées, et font baisser le nombre de variables numériques (coordonnées) nécessaires à sa description. Tenant compte de cela les conditions physiques déterminent l'évolution temporelle des coordonnées.
Les coordonnées généralisées ne sont pas toujours supposées indépendantes, et leur intérêt, par rapport aux seules coordonnées cartésiennes, est de pouvoir choisir les coordonnées les plus adaptées pour représenter le système, en tenant compte de ses contraintes. Par exemple, dans le cas d'un pendule, il est avantageux d'utiliser l'angle du pendule parmi les coordonnées généralisées.
Les coordonnées généralisées sont au nombre de {\displaystyle \ n\leq 3N}, où N est le nombre de points permettant de décrire le système et sont souvent notées
L'unité de mesure des {\displaystyle \ q_{i}} n'est pas obligatoirement une distance : par exemple des coordonnées peuvent être des angles. Il est même imaginable que chaque coordonnée ait sa propre unité de mesure.
L'objectif est d'exprimer les {\displaystyle \ q_{i}} comme des fonctions du temps ({\displaystyle \ q_{i}=q_{i}(t)}), un choix judicieux des {\displaystyle \ q_{i}} aidant à approcher cet idéal. Et sachant que {\displaystyle {\vec {r}}_{i}={\vec {r}}_{i}(q_{1},q_{2},...,q_{n},t)}, si la description {\displaystyle \ q_{i}=q_{i}(t)} est obtenue, on peut obtenir la description du système sous la forme {\displaystyle {\vec {r}}_{i}={\vec {r}}_{i}(t)}. Sauf dans les cas les plus simples, cet objectif n'est jamais atteint mais le physicien arrive en général à obtenir quand même de nombreuses informations.

## Dimension et dépendance
Un système de N points matériels, évoluant dans l'espace physique de dimension 3, est décrit par les 3N coordonnées cartésiennes de ses points : le système peut être considéré comme un point évoluant dans un espace cartésien de dimension 3N. Les coordonnées sphériques et cylindriques sont des exemples de coordonnées généralisées sans changement du nombre de coordonnées.
Une contrainte introduit une dépendance entre ces coordonnées et on peut alors considérer que le système est un point évoluant sur une variété plongée dans l'espace cartésien de dimension 3N. Le système peut alors, en principe, être décrit par {\displaystyle \ n<3N} nombres (des « coordonnées généralisées ») et peut être considéré comme un point évoluant dans un espace de dimension n : l'espace de configuration.
En général, k contraintes (équations numériques) font baisser de k le nombre de variables nécessaires à la description du système (il faut alors au moins 3N-k coordonnées généralisées), mais il peut en être autrement, suivant la nature des contraintes ou si les contraintes ne sont pas indépendantes (si au moins une des équations numériques peut être obtenue à partir des autres) ; le nombre de variables nécessaires baisse alors de k' < k (il faut alors au moins 3N-k' coordonnées généralisées). Le nombre minimal de coordonnées généralisées (variables) nécessaires à la description du système est appelé le degré de liberté.
Pour arriver à la description {\displaystyle \ q_{i}=q_{i}(t)}, choisir des coordonnées généralisées indépendantes peut être précieux (le nombre n de ces coordonnées est alors le degré de liberté du système), mais parfois il est plus facile de considérer des coordonnées dépendantes et d'utiliser les multiplicateurs de Lagrange pour tenir compte des contraintes.
Exemple du positionnement d'un triangle
Dans l'espace, un triangle est déterminé par trois sommets (9 coordonnées: {\displaystyle {(x_{1},y_{1},z_{1}),(x_{2},y_{2},z_{2}),(x_{3},y_{3},z_{3})}} ) et possède donc 9 degrés de liberté. Or, un triangle non localisé dans l'espace possède 3 degrés de liberté, étant complètement déterminé par la longueur de ses 3 côtés (L1,L2,L3). La connaissance de la forme du triangle à positionner dans l'espace induit les 3 contraintes holonomes indépendantes suivantes (avec L1,L2,L3 fixés) :
{\textstyle {\begin{array}{lcr}(x_{1}-x_{2})^{2}+(y_{1}-y_{2})^{2}+(z_{1}-z_{2})^{2}=L_{1}^{2}\\(x_{1}-x_{3})^{2}+(y_{1}-y_{3})^{2}+(z_{1}-z_{3})^{2}=L_{2}^{2}\\(x_{2}-x_{3})^{2}+(y_{2}-y_{3})^{2}+(z_{2}-z_{3})^{2}=L_{3}^{2}\end{array}}}
Ces trois contraintes retirent 3 degrés de liberté au système, lequel en compte 9 - 3 = 6. Dans l'espace, la position d'un triangle (dont la forme est fixée) peut donc être déterminée par 6 variables indépendantes. Par exemple, on peut choisir 3 coordonnées cartésienne pour situer l'un de ses sommets, disons P; à partir de ce sommet, on détermine la direction dans laquelle placer le second, disons Q, avec un vecteur unitaire de {\displaystyle \mathbb {R} ^{3}} (cela correspond à 2 angles); ensuite, on fait tourner le troisième sommet autour de l'axe PQ pour déterminer sa position (cela prend 1 angle). En termes de coordonnées généralisées, on peut donc décrire la position d'un triangle dans {\displaystyle \mathbb {R} ^{3}} par un point de {\displaystyle \mathbb {R} ^{3}\times S^{2}\times S^{1}}, où {\displaystyle S^{n}} désigne la n-sphère de {\displaystyle \mathbb {R} ^{n+1}}. Comme la position de tout solide rigide est déterminée par trois de ses points non-alignés quelconques, elle est déterminée par 6 variables indépendantes.
Exemple du pendule double (et plan)
Un pendule double plan peut être décrit par les quatre coordonnées cartésiennes (dans son plan d'oscillation) de ses deux masses. Les deux contraintes holonomes que sont les longueurs de ses tiges ramènent à deux le nombre suffisant de variables pour le décrire. Un choix judicieux de variables est les deux angles {\displaystyle \theta _{1},\theta _{2}\in [0;2\pi ]} des tiges avec la verticale, chacun variant dans {\displaystyle \mathbb {R} }, ou, par périodicité, sur un cercle {\displaystyle \ S_{1}} : le système est équivalent à un point évoluant dans le plan {\displaystyle \mathbb {R} \times \mathbb {R} }, mais du fait de la périodicité du système par rapport aux angles on peut aussi considérer qu'il évolue sur un tore {\displaystyle \equiv S^{1}\times S^{1}} ; et l'évolution temporelle des deux angles dépend des lois de la mécanique.

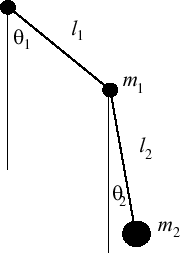
Deux angles déterminent le pendule double.
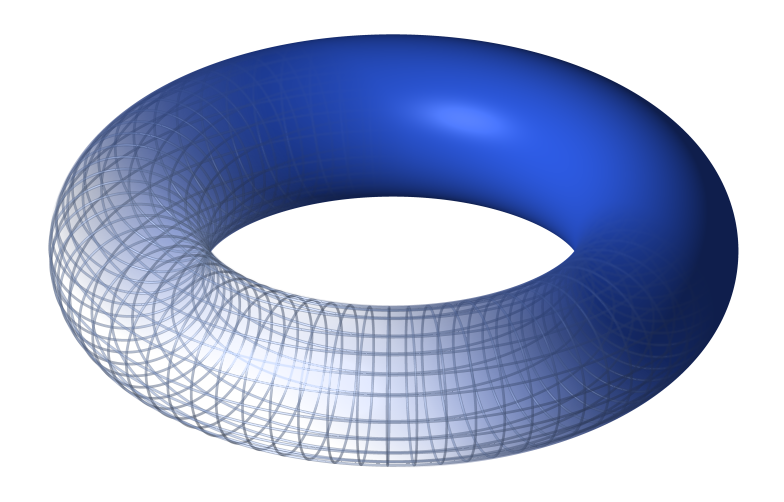
Les deux angles correspondent à un point évoluant sur un tore.

## Vitesse, force et accélération généralisées
La vitesse généralisée est définie dans la droite ligne des coordonnées généralisées ; par contre, la force et l'accélération généralisées sont définies à l'aide des déplacements virtuels dans le but de s'insérer dans la mécanique analytique qui les utilise intensément.

### Vitesse généralisée
Pour un point de l'espace physique (de dimension trois), la vitesse est définie à partir du vecteur {\displaystyle {\vec {r}}(t)} des coordonnées cartésiennes comme étant égale à {\displaystyle {\vec {v}}={\dot {\vec {r}}}={\frac {d{\vec {r}}}{dt}}}.
Avec des coordonnées généralisées {\displaystyle \ \lbrace {q_{1}},{q_{2}},...,{q_{n}}\rbrace }, la vitesse généralisée est le vecteur de dimension n : {\displaystyle \ \lbrace {{\dot {q}}_{1}},{{\dot {q}}_{2}},...,{{\dot {q}}_{n}}\rbrace } où {\displaystyle \ {\dot {q}}_{i}={\frac {dq_{i}}{dt}}}.
On peut remarquer que si les trois coordonnées de la vitesse {\displaystyle {\vec {v}}={\dot {\vec {r}}}} sont en unité longueur.temps-1, il n'en est plus obligatoirement de même avec la vitesse généralisée du fait que les {\displaystyle \ q_{j}} ne sont pas obligatoirement en unité de longueur.
En considérant que {\displaystyle {\vec {r}}={\vec {r}}(q_{1};q_{2};...;q_{n};t)}, on obtient {\displaystyle {\vec {v}}={\frac {d{\vec {r}}}{dt}}=\sum _{j=1}^{n}{\frac {\partial {\vec {r}}}{\partial q_{j}}}.{\dot {q}}_{j}+{\frac {\partial {\vec {r}}}{\partial t}}}

### Force généralisée
Dans l'espace physique à trois dimensions, une force {\displaystyle \ {\vec {F}}_{i}} s'exerçant sur les points i du système, le travail de cette force au cours d'un déplacement virtuel {\displaystyle \delta {\vec {r}}_{i}} est {\displaystyle \delta W=\sum _{i}{\vec {F}}_{i}.\delta {\vec {r}}_{i}}. Du fait que les déplacements considérés sont virtuels, on parle de travail virtuel de la force.
Avec n coordonnées généralisées {\displaystyle \ \lbrace {q_{1}},{q_{2}},...,{q_{n}}\rbrace }, on a {\displaystyle \ \delta {\vec {r}}=\sum _{j=1}^{n}{\frac {\partial {\vec {r}}}{\partial q_{j}}}.\delta q_{j}} et la volonté est de définir une force {\displaystyle \ Q=\left({Q_{1}},{Q_{2}},...,{Q_{n}}\right)} de dimension n qui corresponde à la force {\displaystyle \ {\vec {F}}_{i}} de telle sorte que {\displaystyle \ \delta W=\sum _{i}{\vec {F}}_{i}.\delta {\vec {r}}_{i}=\sum _{j=1}^{n}Q_{j}.\delta q_{j}}.
La définition correspondante est : {\displaystyle \ Q_{j}=\sum _{i}{\vec {F}}_{i}.{\frac {\partial {\vec {r}}_{i}}{\partial q_{j}}}}, pour chaque coordonnée n°{\displaystyle \ j\in \{1;2;...;n\}}.
Il faut prendre garde au fait qu'il ne peut s'agir que d'une définition car l'égalité {\displaystyle \ \sum _{i}{\vec {F}}_{i}.\delta {\vec {r}}_{i}=\sum _{j=1}^{n}Q_{j}.\delta q_{j}} ne permet de justifier {\displaystyle \ Q_{j}=\sum _{i}{\vec {F}}_{i}.{\frac {\partial {\vec {r}}_{i}}{\partial q_{j}}}} que dans le cas où les n déplacements virtuels {\displaystyle \ {\delta q_{1}},{\delta q_{2}},...,{\delta q_{n}}} sont indépendants : on peut alors les choisir tous nuls sauf un et ainsi établir l'égalité voulue. Dans le cas où les n coordonnées généralisées ne sont pas indépendantes, elles sont soumises à des contraintes, et les déplacements virtuels associés sont définis comme devant respecter ces contraintes : les {\displaystyle \ \delta q_{j}} ne peuvent pas être choisis indépendamment les uns des autres et il y a d'autres choix possibles pour {\displaystyle \ Q_{j}}.
De même que pour la vitesse généralisée, les unités de mesure des n coordonnées de la force généralisée ne sont pas obligatoirement le newton.

### Accélération généralisée
L'accélération généralisée se définit de manière similaire à la force généralisée, en y faisant intervenir les masses des corps ponctuels, afin d'utiliser la force {\displaystyle \ m_{i}.{\vec {a}}_{i}} qui s'exerce sur le système et ensuite de travailler en respectant le principe fondamental de la dynamique : si {\displaystyle \ {\vec {a}}_{i}} est une accélération subie par chaque point i de masse {\displaystyle \ m_{i}} du système dans l'espace physique à trois dimensions, l'accélération généralisée correspondante est le vecteur de dimension n {\displaystyle \ A=\left(A_{1};A_{2};...;A_{n}\right)} défini par {\displaystyle \ A_{j}=\sum _{i}m_{i}.{\vec {a}}_{i}.{\frac {\partial {\vec {r}}_{i}}{\partial q_{j}}}}, pour chaque coordonnée n°{\displaystyle \ j\in \{1;2;...;n\}}.
L'unité de mesure de chaque coordonnée de l'accélération généralisée est la même que la coordonnée correspondante d'une force généralisée.